# Heng (rivière)
Pour les articles homonymes, voir Heng.
La Heng (caractères chinois :  横江)   est une rivière qui coule principalement dans la province chinoise du  Yunnan avec une fraction de son cours dans les provinces du Sichuan et de Guizhou. C'est un affluent rive droite du cours supérieur du fleuve   Yangzi Jiang. La rivière est longue de 305 kilomètres et son bassin versant a une superficie de 14 781 km².